# Asthenosoma marisrubri
Oursin de feu de Mer Rouge, Oursin-cuir de Mer Rouge
Espèce
L’oursin de feu de mer Rouge (Asthenosoma marisrubri) est une espèce d'oursin régulier tropical de la famille des Echinothuriidae, caractérisé par ses couleurs particulièrement vives, ses épines modifiées et sa venimosité. Il est essentiellement présent en Mer Rouge.

## Description
C'est un grand oursin régulier, circulaire et légèrement aplati dorsalement. Cet oursin se reconnaît à sa robe colorée : il est généralement rouge vif parsemé de globes blancs, qui sont en fait des sacs à venin enfilés comme des perles sur les piquants. L'oursin-cuir porte deux types d'épines (« radioles ») bien différents : l'ensemble de la coquille (« test ») est recouvert d'épines de défense, courtes, fines et extrêmement pointues, et recouvertes de ces glandes à venin globulaires et translucides. Le second type de radioles servent à la locomotion : elles sont longues, de couleurs claires et légèrement incurvées, et forment une sorte de couronne sur la face orale (inférieure) de l'animal. Les radioles, souvent regroupées en « faisceaux », laissent généralement apparaître dix zones nues en forme d'étoile : ces zones sont en fait les aires interambulacraires. Le test (coquille) de cet oursin peut approcher 20 cm ; plus il est gros et plus sa forme est aplatie (alors que les juvéniles sont quasiment sphériques).

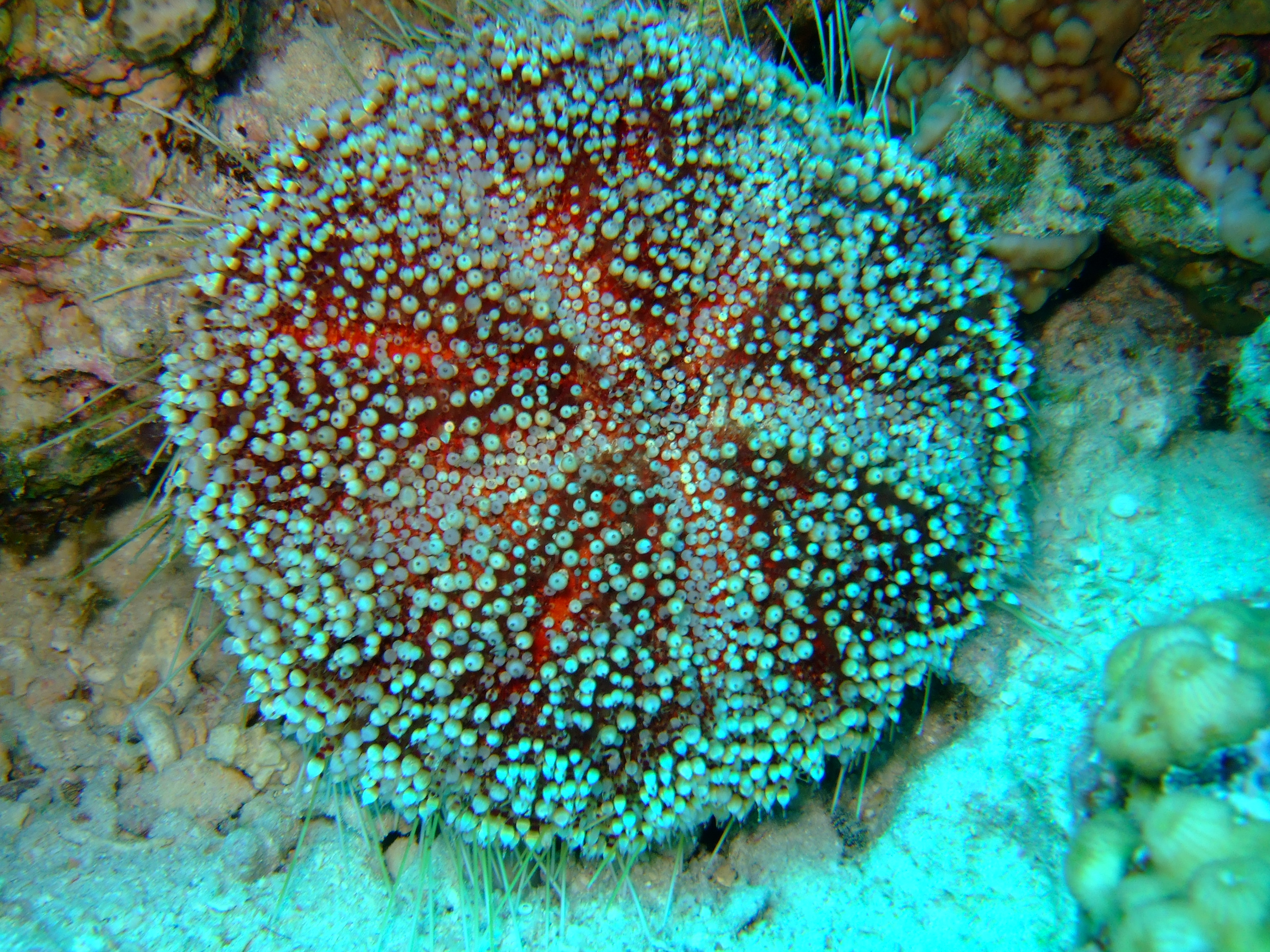
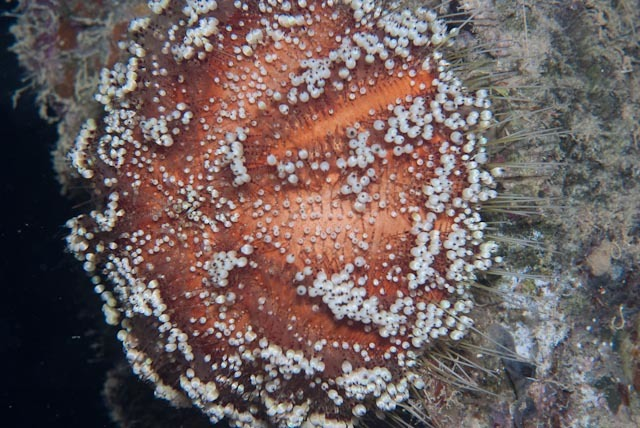
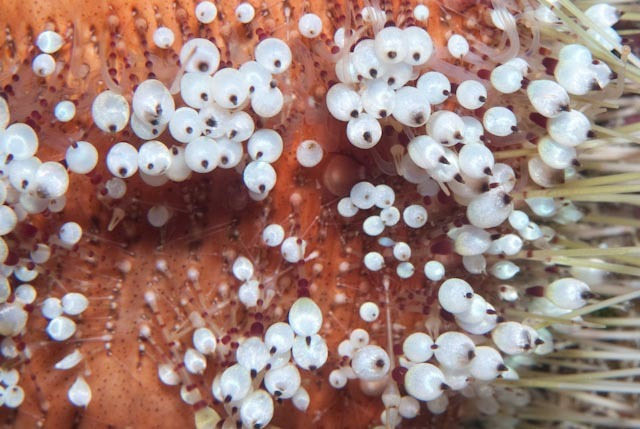

Il ressemble beaucoup à ses cousins du genre Asthenosoma (notamment Asthenosoma varium, qui est cependant plus coloré) ; cependant Asthenosoma marisrubri est la seule espèce de ce genre à faible profondeur en Mer Rouge et dans la moitié ouest de l'océan indien. Dans tous les cas, le test (squelette) est mou, et a un aspect de cuir après la mort de l'animal, d'où le nom d'« oursin-cuir » qu'on croise parfois.

## Habitat et répartition
Comme son nom l'indique, cet oursin-cuir a été décrit en mer Rouge, où il est le plus visible, essentiellement dans la moitié nord. 
Il semble cependant parfois aussi observé dans l'océan indien, par exemple à la Réunion . 
On le rencontre dans les herbiers ou sur les récifs de corail, de 3 à 30 m de profondeur, mais signalé jusqu'à 167 m de profondeur.

## Écologie et comportement
La reproduction est gonochorique, et mâles et femelles relâchent leurs gamètes en même temps en pleine eau, où œufs puis larves vont évoluer parmi le plancton pendant quelques semaines avant de se fixer.
Certains invertébrés peuvent vivre en symbiose ou en commensalisme avec l'oursin rouge, comme des crevettes nettoyeuses du genre Periclimenes ou des crabes du genre Zebrida, qui nettoient l'oursin en échange de l'excellent protection offerte par ses épines venimeuses.

## L'oursin cuir et l'Homme
Sa taille et ses couleurs limitent les risques de marcher dessus par inadvertance, contrairement à certains de ses cousins. C'est une chance, car son venin est très puissant et délivre des piqûres extrêmement douloureuses, qui peuvent dans certains cas entraîner la mort,.
La beauté de ce somptueux oursin multicolore en fait également un sujet de choix pour les photographes sous-marins.